# Pursuit (album)
Pour les articles homonymes, voir Pursuit.
Albums de Stuck in the Sound
Shoegazing Kids
(2009)
Singles
1. Bandruptcy
2. Pursuit
3. Brother
4. Tender

Pursuit est le troisième album officiel du groupe français de rock Stuck in the Sound, publié en 30 janvier 2012 par Discograph.

## Clips
Cinq titres bénéficient d'un clip, Brother, Let's Go, Pursuit, Tender et Let's Go .
Le clip de Brother est un hommage au manga et au travail de Leiji Matsumoto sur le film Interstella 5555: The 5tory of the 5ecret 5tar 5ystem.
Dans le clip de Pursuit, les visages du quatuor remplacent les visages des acteurs dans des scènes emblématiques de films américains (Retour vers le futur, Top gun, Rambo, etc.).
Les textes de cet album ont été en partie coécrit avec l'auteur compositrice Marie-Flore.

## Liste des chansons
Toutes les chansons sont écrites et composées par Stuck in the Sound.
| No  | Titre            | Durée |
| --- | ---------------- | ----- |
| 1.  | Brother          | 3:18  |
| 2.  | Let’s Go         | 3:31  |
| 3.  | Fred Mercure     | 2:40  |
| 4.  | September        | 3:21  |
| 5.  | Tender           | 3:38  |
| 6.  | Bandruptcy       | 2:35  |
| 7.  | Criminal         | 5:57  |
| 8.  | Who’s The Guy    | 4:02  |
| 9.  | Pursuit          | 3:03  |
| 10. | My Life          | 3:22  |
| 11. | Silent And Sweet | 4:37  |
| 12. | I Told You       | 3:08  |
| 13. | Purple           | 2:49  |
| 14. | Ghost            | 3:04  |